# Лукманов, Гаян Лугуманович
Гаян Лугуманович Лукманов (Лугуманов) (баш. Ғаян Лоғоман улы Лоҡманов (Лоғоманов); 1923—1988) — башкирский писатель и педагог, библиотекарь. Член Союза писателей Башкирской АССР (1969).

## Биография
Лукманов Гаян Лугуманович родился 30 июня 1923 года в деревне Явгильдино Бирского кантона Башкирской АССР.
Принимал участие в Великой Отечественной войне.
С 1944 года преподавал в школе родной деревни, также работал в должности заведующего учебной частью школы.
В 1951 году окончил Бирский учительский институт.
В 1954—1959 гг. являлся заведующим Явгильдинской сельской библиотекой.

## Творческая деятельность
В 1944 году был опубликован первый рассказ Гаяна Лукманова «Хат» («Письмо»). А в 1962 году был издан первый сборник рассказов писателя под названием «Аҡҡош күле» («Лебединое озеро»). Повести и рассказы под авторством Лукманова вошли в книги «Әсә йөрәге» (1966; «Материнское сердце»), «Тирәк шаулай» (1970; «Тополь шумит»), «Бесән еҫе» (1986; «Запах сена»), «Текучая вода», «Перед восходом солнца» и другие.
В произведениях писателя описывается жизнь и быт деревенских жителей, поднимаются острые социальные, нравственно-этические проблемы в жизни современного земледельца. Рассказы и повести Гаяна Лукманова были переведены на русский и якутский языки.

## Книги
- Ҡояш сығыр алдынан: роман, повестар һәм хикәйә. Өфө, 1983.

## Память
- В честь писателя названа одна из улиц деревни Явгильдино.
- В 2006 году Администрацией Караидельского района и редакцией газеты «Караидель» была учреждена премия имени Гаяна Лукманова.